# 地球特派員
地球特派員（ちきゅう とくはいん）は、NHKデジタル衛星ハイビジョンとNHK衛星第1テレビジョンおよびNHKワールドで随時放送される教養ドキュメンタリー番組である。

## 概要
毎回各界著名人が「特派員」となり世界各地で抱えている諸問題を取材し、そのドキュメント映像とスタジオでのトークを通して更に検証する。

## 主たる特派員・スタジオ司会者

### 特派員
- 江上剛
- 江川紹子
- 伊藤洋一
- 鈴木光司

### 司会
- 寺島実郎（日本総合研究所会長）